# Agapanthia violacea
Agapanthia violacea là một loài của bọ cánh cứng sừng dài mặt phẳng thuộc the họ Cerambycidae, phân họ Lamiinae.
Loại bọ cánh cứng ngày xuất hiện ở hầu hết ở châu Âu và ở Cận Đông. Con đực và con cái có màu sắc khác nhau thể hiện sự biến đổi màu sắc tuyệt vời.
Con trưởng thành lớn tới 7–13 milimét (0,28–0,51 in) và có thể bắt gặp từ tháng 5 tới tháng 8, hoàn thành vòng đời trong một năm.
Chúng là loài ăn các loài tạp các cây thân cỏ, thức ăn chủ yêu là Medicago sativa, Onobrychis viciifolia, Centranthus ruber, cũng như Scabiosa, Echium, Psoralea, Valeriana và Salvia.

## Hình ảnh

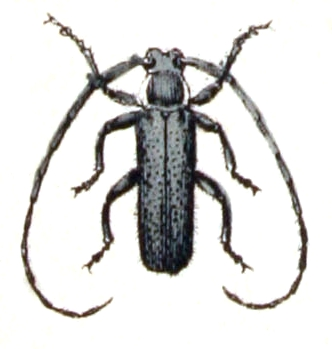
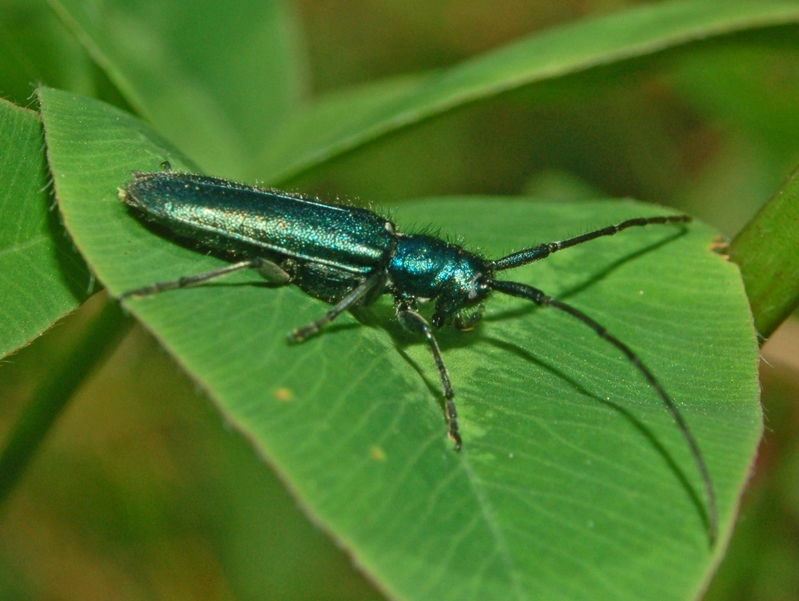